# Asier Maeztu
Asier Maeztu, född den 14 oktober 1977 i San Sebastián, Spanien, är en spansk tävlingscyklist som tog OS-brons i lagförföljelsecyklingen vid olympiska sommarspelen 2004 i Aten.